# Östra Tommarp
Östra Tommarp ist ein Ort (tätort) in der südschwedischen Provinz Skåne län und der historischen Provinz Schonen.
Die Siedlung liegt etwa acht Kilometer westlich von Simrishamn in der Gemeinde Simrishamn.

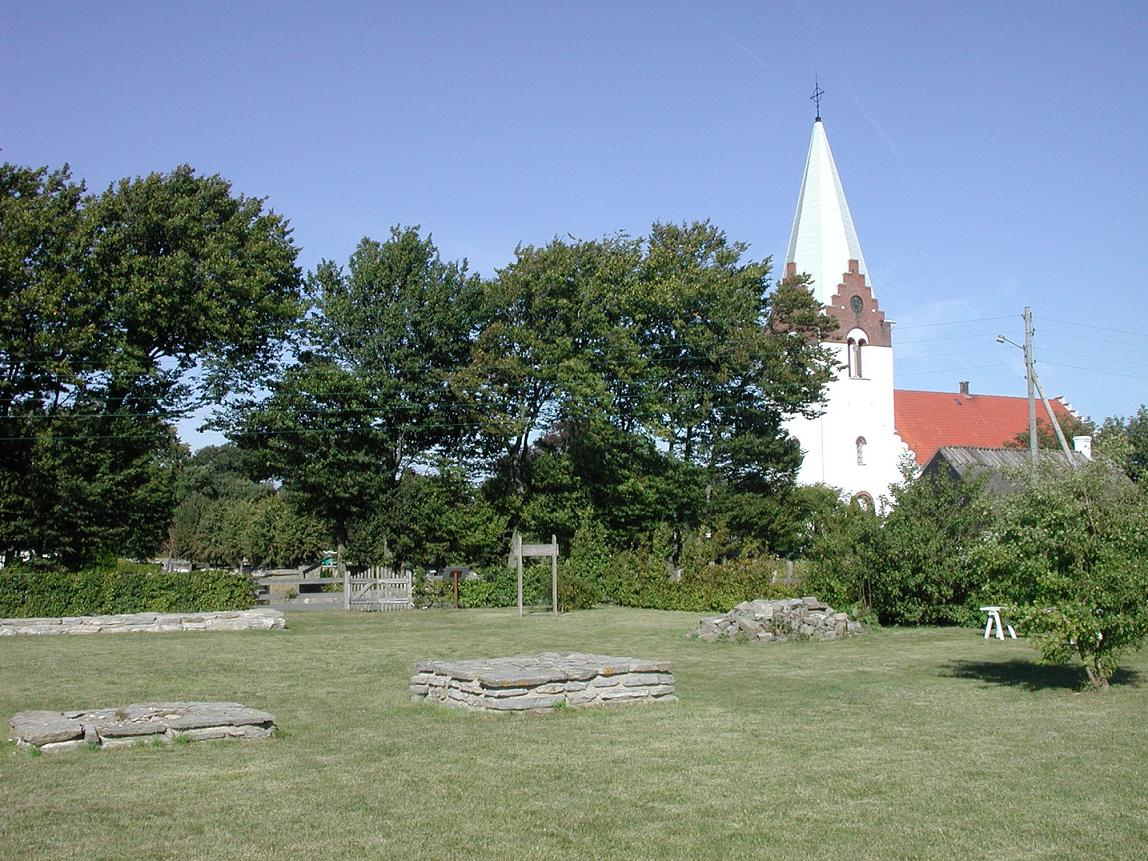
Reste des Klosters bei der Ortskirche

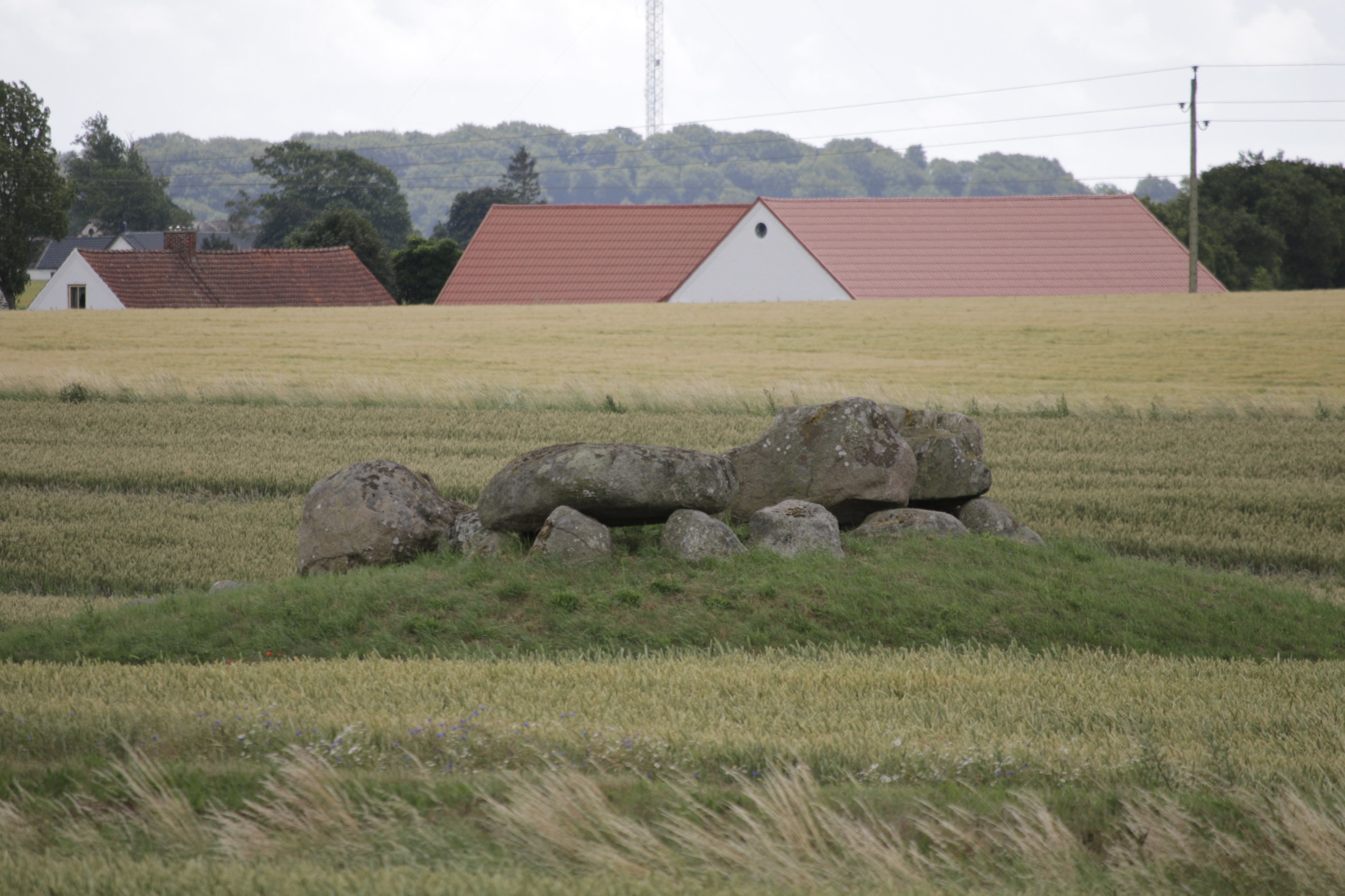
Tågarpsdösen – Dolmen von Tågarp

Im Mittelalter hieß der Ort noch Tumathorp und war der Hauptort der Region, die damals zu Dänemark gehörte. 1155 gründete der Erzbischof Eskil von Lund ein Kloster in Tumathorp, das von Mönchen des Prämonstratenserordens betrieben wurde. Tumathorp erhielt Stadtrechte und entwickelte sich zu einem religiösen und ökonomischen Zentrum. Neben dem Kloster gab es noch eine königliche Münzerei, ein Hospital und mehrere Mühlen.
Der Niedergang begann mit einem großen Stadtbrand im Jahre 1304. In der folgenden Zeit verlor Tumathorp seine Stellung an den Ort Simrishamn, der an der Küste lag und dadurch auch von der deutschen Hanse bevorzugt wurde. 1537 verlor Tumathorp die Stadtrechte, als sich die Reformation in Dänemark ausbreitete. Der letzte Mönch wurde 1570 von den einheimischen Bauern vertrieben, und das Kloster begann zu verfallen.
Heute gibt es vom Kloster nur noch Überreste südlich der Ortskirche, die archäologisch untersucht werden. Das Zentrum von Östra Tommarp liegt nun weiter nördlich an der Bahnstrecke Ystad–Simrishamn. Der frühere Bahnhof, zuletzt Haltepunkt, wurde 2003 geschlossen, sodass sich seither die nächstgelegene Bahnstation im gut drei Kilometer westlich gelegenen Gärsnäs befindet.